# La collina del disonore
La collina del disonore (The Hill) è un film del 1965 diretto da Sidney Lumet.
Ha vinto il premio per la miglior sceneggiatura al 18º Festival di Cannes.

## Trama
Nordafrica, seconda guerra mondiale, in un campo di prigionia inglese nel deserto per soldati inglesi condannati da un tribunale militare, di fatto comandato, dato il lassismo e l'inettitudine del comandante, dal sergente maggiore Bert Wilson, vengono condotti cinque uomini, avviati alla detenzione per differenti reati: Joe Roberts, accusato di viltà e degradato dopo avere aggredito un ufficiale, Jock McGrath, di ubriachezza e rissa, George Stevens, di diserzione, Jacko King, di detenzione e commercio di materiale pornografico, e Monty Bartlett, di furto.
Appena arrivati vengono affidati al sergente Williams, una ex guardia carceraria dal carattere frustrato e violento, ed egli immediatamente prende di mira Roberts e King, il primo perché portatore di una fama di ribelle che ha preceduto il suo arrivo al campo ed il secondo perché di colore; dopo un vivace scambio di battute a seguito della loro presentazione vengono comandati, insieme agli altri tre, a salire e scendere per la "collina", una sorta di piramide di sabbia che, data la temperatura ed il sole, prosciuga in un attimo le forze e che viene utilizzata per punire ulteriormente i detenuti meno propensi a cedere alla ferrea disciplina del campo.
Una volta in cella i cinque cominciano a fare conoscenza ed a rivelare le diverse personalità: i primi scontri avvengono tra Roberts e McGrath, quest'ultimo infatti, nonostante il reato commesso, non riesce ad accettare l'idea di un soldato che aggredisca un superiore ed inoltre accusa apertamente il primo di viltà, ignorando che la ribellione di Roberts è esplosa nel momento in cui riteneva assurdo un secondo attacco dopo il massacro della sua compagnia avvenuto nel primo. Stevens è una personalità mite che intendeva solo raggiungere la giovane moglie e per questo rassicurato dal sergente Wilson che, in caso di buona condotta, sarebbe uscito presto mentre Bartlett è un delinquente abituale, analfabeta, già condannato nove volte, che cerca di fare soldi vendendo e contrabbandando materiali anche alle tribù locali.
Nei giorni successivi le vessazioni ed i maltrattamenti da parte di Williams, nonostante una lieve forma di protesta da parte del sergente Harris, che non condivide i metodi disumani del collega, continuano ed aumentano sempre di più fino a che una notte Stevens ha un collasso dentro la cella e spira. Wilson, al fine di coprire l'accaduto e farlo passare per un incidente, ricatta l'ufficiale medico, il quale, per timore di essere messo egli stesso sotto inchiesta per avere fatto idoneo alla prigionia un soggetto debole come Stevens, riporta l'evento nel suo rapporto come "morte accidentale".
L'avere messo sotto silenzio il fatto per la burocrazia militare non placa però la giustificata ira dei compagni di prigionia ed infatti Roberts intende mettersi a rapporto dal comandante e contemporaneamente, dopo che è circolata la voce della morte di Stevens, nel carcere scoppia una rivolta, immediatamente sedata da Wilson con la minaccia di fare fucilare un prigioniero ogni cinque se la protesta non rientrerà, ma inaspettatamente Harris sembra avallare la tesi dell'omicidio e per questo viene punito da Wilson facendolo retrocedere agli ordini di Williams, il quale, una volta sentitosi coperto dal superiore, aggredisce Roberts con l'aiuto di due secondini fratturandogli una gamba.
I compagni di cella, dapprima ostili a Roberts temendo a loro volta rappresaglie da parte delle guardie, cominciano a sostenerlo e King, spogliatosi della sua uniforme, entra nell'ufficio del comandante e gli comunica la morte di Stevens, fino a quel momento taciuta, accusando apertamente Williams di omicidio e costringendolo quindi ad aprire un'inchiesta sul sergente. L'ufficiale medico, sentita anche la testimonianza di Harris, intende condurre Roberts all'ospedale, sottraendolo quindi alle probabili ritorsioni di Williams, e, dopo avere ancora una volta tentennato di fronte alle minacce di Wilson, si reca in infermeria per chiamare l'ambulanza.
Wilson, resosi conto che continuare a sostenere Williams, che nel frattempo ha tentato di ricattarlo, avrebbe ripercussioni sfavorevoli anche per lui, appoggia la testimonianza di Harris e si chiama fuori dalla questione lasciando di fatto Williams al suo destino e questi, una volta rimasto solo nella cella con Roberts, tenta di ucciderlo ma in sua difesa intervengono King e McGrath i quali, sordi ai richiami di Roberts che li supplica di non ucciderlo, conscio del fatto che sarà certamente punito dall'autorità militare, si fanno giustizia da soli consegnandosi di fatto, insieme al loro compagno, a morte certa.

## Riconoscimenti
- Festival di Cannes 1965
  - premio per la miglior sceneggiatura